# Jacob Adriaan du Tour
Jacob Adriaan du Tour (Den Haag, 11 augustus 1734 - aldaar, 25 oktober 1780) was een Nederlands bestuurder.

## Biografie
Du Tour was een zoon van Joost Philip (Justin Philippe) du Tour en Elisabeth van Assendelft, dochter van Paulus van Assendelft, burgemeester van Den Haag. Hij was een telg uit het geslacht Du Tour.
Du Tour werd in 1747 ingeschreven als rechtenstudent aan de universiteit van Leiden. In 1753 zou hij in de rechten promoveren aan deze universiteit. Hij werd onder meer "Commies van de finantie der Generaliteit", voor deze betrekking had hij een eigen werkkamer op het Binnenhof. Later werd hij advocaat bij het Hof van Holland.  Als commies raakte hij ook bevriend met Frans Hemsterhuis.
In 1758 betrok Du Tour het buiten "Ruststee" (voorheen Isendoorn) in Loosduinen waarna hij in 1760 verhuisde naar de buitenplaats Santvliet nabij Lisse. In datzelfde jaar stond hij zijn positie als commies af. Bij de buitenplaats Santvliet legde Du Tour een menagerie aan met verschillende vogelsoorten. Tevens legde hij in 1772 een tuin aan in Engelse landschapsstijl.
Du Tour voerde met zijn neef Willem van Haren besprekingen over het overnemen van het lucratieve grietmanschap van het Bildt daar dit ambt in de familie diende te blijven. Voor deze besprekingen ondernam Du Tour een reis naar Kasteel Henkenshage waar Van Haren woonde. Du Tour loste de schulden van zijn neef af en kocht diens boerderijen en landerijen in Friesland. Hoewel zijn vogelcollectie hiervoor naar zijn nieuwe standplaats Sint Annaparochie werd overgebracht, zou hij zijn buitenplaats Santvliet niet van de hand doen.

## Huwelijk en kinderen
Du Tour trouwde op 23 april 1758 te Scheveningen met Anna Catharina Rumph, vrouwe van Warmenhuizen (1725-1761). Zij was een dochter van Christiaan Constantijn Rumph, eerste klerk en directeur der correspondentie der Staten-Generaal, en Johanna Catharina de la Porte. Zij had uit haar eerdere huwelijk met Hans Willem van Aylva reeds een zoon welke door Du Tour als stiefzoon aangenomen werd:
- Hans Willem van Aylva (1751-1827), grietman van het Bildt, grietman van Baarderadeel, lid van het Wetgevend Lichaam, lid van de Staten-Generaal, en lid van de Eerste Kamer.

Du Tour kreeg daarnaast de volgende kinderen:
- Een jong overleden kindje.
- Anna Catharina Elisabeth du Tour (1761-1853), trouwde met Anne Willem Carel van Nagell, burgemeester van Zutphen, lid van de Staten-Generaal, staatssecretaris en minister.
- Josina Philipina Sara du Tour (1762-1763).